# 芝野虎丸
芝野 虎丸（しばの とらまる、1999年（平成11年）11月9日 - ）は、日本棋院東京本院所属の囲碁棋士。九段。神奈川県相模原市出身。洪道場出身。兄は同じ囲碁棋士の芝野龍之介。
史上初の10代名人、10代九段。入段から史上最短での全棋士参加棋戦優勝、九段昇段、史上最年少での七大タイトル獲得、名人位獲得、九段昇段、三冠獲得、名人戦リーグ入り、本因坊戦リーグ入り など多数の最短・最年少記録を有する。
一力遼、許家元と並び「令和三羽烏」と呼称されている。

## 経歴
『ヒカルの碁』のファンだった親の影響により、5、6歳ぐらいのときに囲碁を始める。
小学校3年生のころ、2歳上の兄で、同じプロ棋士である芝野龍之介が通い始めた洪清泉が主宰する東京都杉並区の道場について行った。プロになれるとは思わず、ただただ熱中していたら、いつしか兄を追い抜いていたという。同じ道場出身者に一力遼・平田智也・藤沢里菜などがいる。小学5年生からは平日3日は道場、土日は日本棋院に通っていた。相模原市立鶴園小学校、相模原市立谷口中学校卒業。
2014年、対象期間の院生研修成績1位により夏季棋士採用を決め、9月1日入段。
2015年10月9日付けで勝ち星対象棋戦通算30勝にて二段に昇段。
2016年10月、第41期棋聖戦Cリーグ4勝1敗でBリーグ昇格。10月21日付けで勝ち星対象棋戦通算40勝にて三段に昇段。
2017年7月31日、第26期竜星戦で余正麒七段に中押し勝ちし優勝。入段から2年11か月での全員参加棋戦優勝は井山裕太の3年6か月を更新する史上最短記録で、17歳8か月での全員参加棋戦優勝も井山裕太の16歳4か月に次ぐ歴代2位の年少記録。規定により翌8月1日付けで七段に昇段。入段から2年11か月での七段昇段も史上最短記録。第65期王座戦では挑戦者決定戦まで進出したが、8月25日に一力遼七段に敗れた。9月4日、第73期本因坊戦最終予選決勝で許家元四段に勝利しリーグ入り。17歳9か月、入段から3年0か月での本因坊戦リーグ入りはいずれも史上最年少・最短記録。10月2日、第42期新人王戦で優勝。11月2日、第43期名人戦最終予選では一力遼七段に勝利し、名人戦でも史上最年少でのリーグ入り（17歳11か月）を果たした。
この年、芝野は棋道賞新人賞・最多勝利賞・最多対局賞を受賞。また、66局53勝13敗・16連勝の戦績で連勝賞を受賞した。
2018年4月29日、第4回日中竜星戦で中国ナンバーワンの柯潔九段に中押し勝ちし優勝。日中竜星戦での日本代表選手の優勝は初めて。10月6日、第25期阿含・桐山杯決勝で一力遼八段に敗れる。
2019年、第44期名人戦リーグでは6勝2敗で河野臨九段と同率首位となり、その後8月8日に行われたプレーオフで河野九段に黒番半目勝ちし、プロ入りから史上最速の4年11か月、また史上2人目となる10代での名人挑戦を決めた。規定により八段昇段も決めた。挑戦手合七番勝負では張名人に4勝1敗で七大タイトル史上最年少での名人位を獲得（19歳11か月）し、さらに10月9日付けで規定により史上最短での九段昇段（5年1か月） を決めた。また、第67期王座戦挑戦手合でも、11月29日、井山裕太四冠を相手に3勝1敗で王座を奪取し、2つ目の七大タイトルを獲得。20歳0か月での七大タイトル二冠も史上最年少記録 である。
2020年6月26日、村川大介十段を3勝1敗で破り、初の十段位を獲得（20歳7か月）した。これは第53期の伊田篤史を6か月上回る歴代最年少記録。七大タイトル三冠も史上最年少記録（20歳7か月） となった。その後第75期本因坊戦では挑戦者として井山裕太と戦うが、1勝4敗で敗れた。また、第45期名人戦では挑戦者となった井山裕太に敗れ、名人位を失った。
2021年、76期本因坊戦では前年に引き続き挑戦者となって井山裕太と戦うが、3勝4敗で敗れた。また、竜星戦で2度目の優勝を果たした一方で、第59期十段戦では許家元に敗れ、第69期王座戦では井山裕太に敗れて無冠になった。
2022年の第47期名人戦リーグで7勝1敗とし、再度井山名人への挑戦権を獲得。11月3日の第7局で勝利し、4勝3敗で名人位を奪還した。また、初参戦の第47期棋聖戦Sリーグでも5戦全勝で挑戦者決定変則三番勝負に進出。山下敬吾九段に2勝1敗で勝ち、一力棋聖への挑戦権を得た。
2023年、第47期棋聖戦挑戦手合は一力棋聖に2勝4敗で敗れ、棋聖位獲得はならなかった。第61期十段戦の挑戦者決定戦で本因坊文裕に勝利し、2期ぶりに十段挑戦権を獲得。挑戦手合では許家元十段を3勝1敗で破り、十段位を奪回。同時に二冠へと復帰した。第48期名人戦は井山裕太王座のリベンジマッチを受ける。番勝負は開幕3連勝から2連敗を喫するものの、11月3日の第6局を逆転で制し、4勝2敗で名人位を防衛した。
2024年、2年連続で決勝で敗れていたテイケイグループ杯俊英戦に3度目の正直で優勝を果たした。しかし、第71回NHK杯戦、第31期阿含・桐山杯では決勝で一力棋聖に敗れて、ともに初優勝はならず。第62期十段戦では井山王座に2-3で敗れて失冠。第49期名人戦でも一力棋聖に2-4で敗れて無冠となる。この年は戴冠していた十段と名人に加えて、碁聖・王座・天元で挑戦者となり、7大タイトルのうち5タイトルの番勝負に出場。また、碁聖と天元は初挑戦となり、これで7大タイトルすべての番勝負を経験。しかし、第49期碁聖戦では井山碁聖に0-3で、第72期王座戦では井山王座に1-3で、第50期天元戦では一力天元に1-3で敗退し無冠のまま年を終える。中国開催の春蘭杯では準々決勝で三星杯連覇の丁浩を撃破するも、準決勝で朴廷桓に敗れてベスト4に終わる。
2025年、十段戦、本因坊戦、碁聖戦、名人戦と4連続で挑戦者の座を勝ち取る。第63期十段戦では五番勝負に無敗の3連勝で井山十段を破って七大タイトル復冠。第80期本因坊戦では一力本因坊へ挑戦して2-3で敗退。第50期碁聖戦でも井山碁聖へ挑戦して2-3で敗退。第50期名人戦ではプレーオフで井山を破り一力名人へ挑戦。

## エピソード
音が迷惑になると思い、石を打つ際に音を立てないようにしている。
将棋棋士の豊島将之と顔がそっくりと言われることがある。その豊島は、2019年の将棋名人戦（毎日新聞社と朝日新聞社の共催）で名人のタイトルを獲得しており、2020年1月1日発売の朝日新聞で当時名人であった豊島との紙上対談を行っている。
2020年6月26日、最年少で名人、王座、十段の3冠を達成するが、インタビューの中で、将棋棋士の藤井聡太七段（当時）に言及し、「年も近い。藤井さんのダブルタイトル（棋聖、王位）挑戦のニュースは励みになった。自分も負けていられない。」と答えていた。そして、同年7月16日、藤井聡太七段が史上最年少で棋聖のタイトルを獲得した際には、ツイッターで「藤井先生、おめでとうございます」と祝意を述べた。
2020年、第69回神奈川文化賞・スポーツ賞（神奈川文化賞未来賞）を受賞。
両親はともに京都大学法学部出身。姉は東京大学理学部から同大学院へ進んだ。妹も東京大学に入学。

## 棋戦決勝進出結果
|        | 数 | 棋戦              | 期・回 | 対局日         | 相手         | 勝敗 |
| ------ | -- | ----------------- | ------ | -------------- | ------------ | ---- |
| 優勝   | 1  | 竜星戦            | 26期   | 2017年9月25日  | 余正麒七段   | 1-0  |
| 優勝   | 2  | 新人王戦          | 42期   | 2017年10月2日  | 孫喆五段     | 2-0  |
| 準優勝 |    | 阿含・桐山杯      | 25期   | 2018年10月6日  | 一力遼八段   | 0-1  |
| 奪取   | 3  | 名人戦            | 44期   | 2019年10月9日  | 張栩名人     | 4-1  |
| 奪取   | 4  | 王座戦            | 67期   | 2019年11月29日 | 井山裕太王座 | 3-1  |
| 奪取   | 5  | 十段戦            | 58期   | 2020年6月26日  | 村川大介十段 | 3-1  |
| 挑戦   |    | 本因坊戦          | 75期   | 2020年7月9日   | 本因坊文裕   | 1-4  |
| 失冠   |    | 名人戦            | 45期   | 2020年10月14日 | 井山裕太棋聖 | 1-4  |
| 防衛   | 6  | 王座戦            | 68期   | 2020年12月3日  | 許家元八段   | 3-1  |
| 失冠   |    | 十段戦            | 59期   | 2021年4月28日  | 許家元八段   | 2-3  |
| 挑戦   |    | 本因坊戦          | 76期   | 2021年7月7日   | 本因坊文裕   | 3-4  |
| 優勝   | 7  | 竜星戦            | 30期   | 2021年10月18日 | 許家元十段   | 1-0  |
| 失冠   |    | 王座戦            | 69期   | 2021年12月9日  | 井山裕太棋聖 | 2-3  |
| 準優勝 |    | テイケイ杯俊英戦  | 1回    | 2022年4月2日   | 許家元十段   | 0-2  |
| 奪取   | 8  | 名人戦            | 47期   | 2022年11月3日  | 井山裕太名人 | 4-3  |
| 挑戦   |    | 棋聖戦            | 47期   | 2023年3月10日  | 一力遼棋聖   | 2-4  |
| 奪取   | 9  | 十段戦            | 61期   | 2023年4月20日  | 許家元十段   | 3-1  |
| 準優勝 |    | テイケイ杯俊英戦  | 2回    | 2023年5月6日   | 一力遼棋聖   | 0-2  |
| 防衛   | 10 | 名人戦            | 48期   | 2023年11月3日  | 井山裕太王座 | 4-2  |
| 準優勝 |    | 竜星戦            | 32期   | 2023年11月6日  | 井山裕太竜星 | 0-1  |
| 準優勝 |    | NHK杯             | 71回   | 2024年2月5日   | 一力遼棋聖   | 0-1  |
| 失冠   |    | 十段戦            | 62期   | 2024年4月30日  | 井山裕太王座 | 2-3  |
| 優勝   | 11 | テイケイG杯俊英戦 | 3回    | 2024年5月4日   | 関航太郎九段 | 2-0  |
| 挑戦   |    | 碁聖戦            | 49期   | 2024年7月19日  | 井山裕太碁聖 | 0-3  |
| 準優勝 |    | 阿含・桐山杯      | 31期   | 2024年9月25日  | 一力遼桐山杯 | 0-1  |
| 失冠   |    | 名人戦            | 49期   | 2024年10月31日 | 一力遼棋聖   | 2–4  |
| 挑戦   |    | 天元戦            | 50期   | 2024年11月28日 | 一力遼天元   | 1-3  |
| 挑戦   |    | 王座戦            | 72期   | 2024年12月6日  | 井山裕太王座 | 1-3  |
| 奪取   | 12 | 十段戦            | 63期   | 2025年4月3日   | 井山裕太十段 | 3–0  |
| 挑戦   |    | 本因坊戦          | 80期   | 2025年7月2日   | 一力遼本因坊 | 2–3  |
| 挑戦   |    | 碁聖戦            | 50期   | 2025年8月20日  | 井山裕太碁聖 | 2–3  |
|        |    | 名人戦            | 50期   | 2025年         | 一力遼名人   | –    |

## 獲得タイトル
（2025年4月3日現在）
- 色付きは現在在位。
- 他の棋士との比較は、日本の囲碁タイトル在位者一覧 を参照。

### 七大タイトル
| タイトル                      | 番勝負           | 獲得年     | 登場 | 獲得期数 | 連覇 |
| 棋聖                          | 七番勝負 1-3月   |            | 1    |          |      |
| 名人                          | 七番勝負 8-11月  | 19・22-23  | 5    | 3期      | 2連  |
| 王座                          | 五番勝負 10-12月 | 19–20      | 4    | 2期      | 2連  |
| 天元                          | 五番勝負 10-12月 |            | 1    |          |      |
| 本因坊                        | 五番勝負 5-7月   |            | 3    |          |      |
| 碁聖                          | 五番勝負 6-8月   |            | 2    |          |      |
| 十段                          | 五番勝負 3-4月   | 20・23・25 | 5    | 3期      |      |
| 登場回数合計19回、獲得合計8期 |                  |            |      |          |      |

### 国内棋戦
- 竜星戦：2期（2017年-第26期、2021年-第30期）
- 新人王戦：1期（2017年-第42期）
- テイケイG杯俊英戦：1期（2024年-第3回）

## その他主な成績
（2025年4月3日現在）

### 国際棋戦
- 日中竜星戦
  - 第4回（○柯潔・優勝）
- 農心辛ラーメン杯世界囲碁最強戦
  - 第20回（○安国鉉、×范廷鈺）
- LG杯世界棋王戦
  - 第27回（○王元均、×楊鼎新）
  - 第28回（×辜梓豪）
  - 第29回（×朴廷桓）
- Mlily夢百合杯世界囲碁オープン戦
  - 第5回（○楊鼎新、×李軒豪）
- 衢州爛柯杯世界囲碁オープン戦
  - 第2回（○羅楚玥、×謝科）
- 百霊愛透杯世界囲碁オープン戦
  - 第4回（○檀嘯、×陳耀燁）
- 春蘭杯
  - 第13回（×連笑）
  - 第15回（○申旻埈、○楊鼎新、○丁浩、×朴廷桓）

### 国内非公式棋戦
- 新竜星戦：第2期（2022年・優勝）

## 記録
最年少・最短の記録
- 入段からタイトル獲得までの年数：2年11か月（第26期竜星戦）
- 最年少竜星（17歳8か月）
- 最年少・最短本因坊戦リーグ入り（17歳9か月、3年0か月）
- 最年少・最短名人戦リーグ入り（17歳11か月、3年2か月）
- 最年少七大タイトル・名人・九段（19歳11か月）
- 最年少王座・二冠（20歳0か月）
- 最年少十段・三冠（20歳7か月）

棋道賞
- 勝率第1位賞：1回（2015年[49]）
- 最多勝利賞：3回（2017 - 2019年[50][51]）
- 最多対局賞：3回（2017 - 2019年[50][51]）
- 連勝賞：1回（2017年）
- 新人賞（2017年）
- 国際賞：1回（2018年[51]）

## 年表
| - タイトル戦の欄の氏名は対戦相手。うち、色付きのマス目は獲得（奪取または防衛）。青色は挑戦者または失冠。黄色はリーグ入り。 - 棋道賞は、最 : 最優秀棋士賞、 優 : 優秀棋士賞、 特別 : 特別賞、 率 : 勝率一位賞、 勝 : 最多勝利賞、 対 : 最多対局賞、 連 : 連勝賞、 国際 : 国際賞、 新人 : 新人賞、 哉 : 秀哉賞 - 賞金&対局料は、年度区切りではなく1月 - 12月の集計。単位は万円。色付きの年は全棋士中1位。 |

|       | 棋聖                  | 十段           | 本因坊           | 碁聖            | 名人             | 王座            | 天元            | 他棋戦 (非公式戦) | 棋道賞        | 賞金 対局料 | 備考      |
| ----- | --------------------- | -------------- | ---------------- | --------------- | ---------------- | --------------- | --------------- | ----------------- | ------------- | ----------- | --------- |
| 1-3月 | 3-4月                 | 5-7月          | 6-8月            | 9-11月          | 10-12月          | 10-12月         |                 | 他棋戦 (非公式戦) | 棋道賞        | 賞金 対局料 | 備考      |
| 2014  |                       |                |                  |                 |                  |                 |                 |                   |               |             | 初段      |
| 2015  |                       |                |                  |                 |                  |                 |                 |                   | 率            |             | 二段      |
| 2016  | 予選 敗退             |                | 最終予選 敗退    | 本戦 一回戦敗退 | 最終予選 敗退    | 挑決 進出       | 本戦 ベスト16   |                   |               |             | 三段      |
| 2017  | Cリーグ 1敗昇格       | 予選B 敗退     | 最終予選 敗退    | 予選A 敗退      | 予選A 敗退       | 本戦 ベスト16   | 予選A 敗退      |                   | 勝 対 連 新人 | 1891 (9位)  | 七段      |
| 2018  | B1リーグ 4位          | 予選B 敗退     | 初リーグ 3位     | 本戦 一回戦敗退 | 初リーグ 2位     | 本戦 ベスト4    | 本戦 ベスト8    | 竜星 阿含桐山     | 勝 対 国際    | 2227 (5位)  |           |
| 2019  | B2リーグ 1位昇格      | 予選A 敗退     | リーグ 2位       | 本戦 一回戦敗退 | 張栩 xoooo       | 井山裕太 oxoo   | 本戦 一回戦敗退 |                   | 優 勝 対      | 6766 (2位)  | 八段 九段 |
| 2020  | Aリーグ 5位陥落       | 村川大介 oxoo  | 井山裕太 xxxox   | 本戦 ベスト16   | 井山裕太 xxoxx   | 許家元 ooxo     | 予選A 敗退      |                   |               | 4741 (3位)  |           |
| 2021  | B1リーグ 1位昇格      | 許家元 xoxox   | 井山裕太 xoooxxx | 本戦 ベスト16   | リーグ 6位       | 井山裕太 xoxox  | 挑決 進出       | 竜星              |               | 4114 (3位)  |           |
| 2022  | Aリーグ 1位昇格       | 本戦 ベスト4   | リーグ 4位       | 本戦 ベスト16   | 井山裕太 xoooxxo | 挑決 進出       | 本戦 一回戦敗退 |                   |               | 5081 (3位)  |           |
| 2023  | 一力遼 xoxxox         | 許家元 oxoo    | リーグ 3位       | 本戦 ベスト8    | 井山裕太 oooxxo  | 挑決 進出       | 本戦 二回戦敗退 | (新竜星)          | 優            | 6794 (2位)  |           |
| 2024  | Sリーグ 3位           | 井山裕太 oxoxx | 挑決 進出        | 井山裕太 xxx    | 一力遼 xxoxox    | 井山裕太 oxxx   | 一力遼 xoxx     | テイ俊英          |               | 4837 (3位)  |           |
| 2025  | Sリーグ2位 準決勝敗退 | 井山裕太 ooo   | 一力遼 xxoox     | 井山裕太 oxoxx  | 一力遼           | 本戦 一回戦敗退 | 本戦            |                   |               |             |           |
| 2026  | Sリーグ1位 挑決進出   | 挑戦手合       | 本戦             | 本戦            |                  |                 |                 |                   |               |             |           |

## 著書
- 芝野龍之介・虎丸（著）『アルファ碁Zeroの衝撃 龍虎vs最強AI』マイナビ出版〈囲碁人ブックス〉、2018年5月16日。ISBN 978-4839965709。
- 芝野虎丸（監修）『芝野虎丸の双子詰碁200題』成美堂出版、2020年4月23日。ISBN 978-4415328355。
- 芝野 虎丸『並べるだけで強くなる 虎丸の自選自解好局集 十代名人』講談社、2020年8月27日。ISBN 978-4065205686。